# 广丰站
广丰站位于江西省上饶市广丰区湖丰镇，是沪昆铁路上的车站。车站目前由南昌局集团上饶车务段管辖，仅办理货运业务（不办理煤、水渣发送到达），不办理客运业务。
车站建于1982年，1985年5月启用，初名湖丰站:202，系客货运四等站。1993年当地政府出资扩建车站货场，于1995年12月竣工。1996年12月，车站更名为广丰站。车站设有2条正线、3条到发线，另设有1条牵出线通往货场。车站货场面积61.47亩，设有2条货物线。车站于1999年6月1日起停办客运业务:355,363。在浙赣线电气化改造工程中，广丰站在原址的基础上“位移”0.5公里左右。